# Episodi di Casa Vianello (seconda stagione)
La seconda stagione della sitcom Casa Vianello, composta da 40 episodi, è stata trasmessa su Canale 5 dal 15 ottobre 1990.
| nº | Titolo italiano           | Prima TV        |
| -- | ------------------------- | --------------- |
| 1  | Il trasloco               | 15 ottobre 1990 |
| 2  | La psicanalisi            |                 |
| 3  | La rapina                 |                 |
| 4  | L'ospite                  |                 |
| 5  | Asilo Vianello            |                 |
| 6  | Chi l'ha vista?           |                 |
| 7  | Problemi di cuore         |                 |
| 8  | Amore all'attico          |                 |
| 9  | Il segno di Zorro         |                 |
| 10 | Un pesce di nome Raimondo |                 |
| 11 | Natale in casa Vianello   |                 |
| 12 | Week-end                  |                 |
| 13 | Richiamo alle armi        |                 |
| 14 | Ecologia domestica        |                 |
| 15 | Sette per uno             |                 |
| 16 | Lezione di francese       |                 |
| 17 | Lo smoking                |                 |
| 18 | Il fumo fa male           |                 |
| 19 | Promessi sposi            |                 |
| 20 | È arrivato l'ambasciatore |                 |
| 21 | Il ritorno del ballerino  |                 |
| 22 | Vernissage                |                 |
| 23 | Ricordo di Londra         |                 |
| 24 | La cruna dell'uovo        |                 |
| 25 | Miss forme strabilianti   |                 |
| 26 | Il sosia                  |                 |
| 27 | Nuda proprietà            |                 |
| 28 | Delitto imperfetto        |                 |
| 29 | L'importante è esagerare  |                 |
| 30 | La segretaria galante     |                 |
| 31 | Sarà ma non ci credo      |                 |
| 32 | La promessa               |                 |
| 33 | Il mercante di tappeti    |                 |
| 34 | Siamo seri                |                 |
| 35 | Sesso e gesso             |                 |
| 36 | La diagnosi precoce       |                 |
| 37 | Il principe Vianello      |                 |
| 38 | L'investimento            |                 |
| 39 | Qui lo dico e qui lo nego |                 |
| 40 | Corso matrimoniale        |                 |

## Il trasloco
I coniugi Vianello si sono appena trasferiti nel nuovo appartamento e cominciano a fare la conoscenza dei vicini, fra cui la pettegola signorina Adele e l'onorevole Nicola Pernove. Ben presto però Sandra scopre che il proprietario precedente usava l'abitazione come casa d'appuntamenti.

## La psicanalisi
Sandra, convinta che suo marito non sappia adattarsi alla realtà moderna, si rivolge ad un eminente psicanalista, il professor Pareschi. Raimondo intanto conosce la giovane vicina di casa, Valeria Perini. Poco dopo tuttavia i Vianello apprendono che il professor Pareschi si è suicidato e Raimondo ha un'idea. Raimondo deve dare spiegazioni a Sandra e al signor Perini per averci provato con Valeria.

## La rapina
Raimondo, recatosi in banca di primo mattino, sventa una rapina e fa arrestare il pericoloso fuorilegge "Nino il Boia". Vianello vuole sfruttare la situazione per diventare un eroe, ma si ricrede quando Nino evade.

## L'ospite
Sandra si lamenta per la noia che divora la sua vita, ma all'improvviso a casa Vianello arriva un giovane che afferma di essere il proprietario del loro appartamento.

## Asilo Vianello
L'ultima trovata di Sandra è quella di trasformare casa sua in un asilo nido che gestisce insieme alla tata. Raimondo però rovina i suoi piani.

## Chi l'ha vista?
Sandra, accusando Raimondo di trascurarla, escogita una vendetta insieme alla tata: inscena una finta scomparsa per far allarmare suo marito. Dopo essersi messa un elegante vestito nero, Sandra esce di casa dicendo di dover fare delle commissioni, ma al contrario, rientra dall'ingresso secondario e si nasconde sotto il letto. La sera, Raimondo va a vedere l'incontro di boxe in camera e salta sopra il letto. Finito l'incontro, l'uomo si reca in cucina a prepararsi un panino, mentre la tata va in camera da letto a vedere come sta Sandra, ormai piena di lividi in faccia. La accompagna in bagno, dove cerca di curarle le ferite, ma quando Raimondo sta per tornare, lei si rinfila sotto il letto, e Raimondo, per divertirsi, salta sopra il letto guardando una partita di basket. La mattina seguente, Sandra si stufa perché Raimondo non si è neanche accorto che lei è scomparsa. Così la tata decide di farlo preoccupare dicendogli che potrebbe essere successo qualcosa di brutto, ma lui, controllando l'assicurazione della vita, la rassicura. Sandra, non sapendo cosa fare, chiama i carabinieri dicendogli di cercarla, perché suo marito non si preoccupa di lei. Poco dopo, arrivano dei cameraman intenti a registrare un episodio di "Chi l'ha visto?" intervistando Raimondo, la tata chiede al giornalista di darle l'impermeabile, per appenderlo in una stanza. Durante l'intervista, Raimondo cerca di essere addolorato per ciò che è successo, ma finisce col fare l'appello a Sandra dicendole almeno di chiamarlo, così può essere sicuro che non torni più. Intanto Sandra sta seguendo la trasmissione dalla televisione della cucina, quando prende il telefono e usa un accento pugliese fingendosi una persona che l'ha vista e le sembrava avesse una vita monotona e noiosa. Uscita la troupe di "Chi l'ha visto?" Raimondo dice alla tata che va a dormire, chiudendo la porta, intanto Sandra esce di e, in quel momento suonano i carabinieri al campanello, e la tata nasconde Sandra in una stanza. Raimondo arriva e i carabinieri si insospettiscono perché lui non ha denunciato la scomparsa della moglie. Arriva anche il cameraman, che aveva dimenticato il suo impermeabile e, dopo essere entrato nella stanza dove la tata lo aveva appeso, trova Sandra nascosta. I carabinieri le chiedono chi sia stato a farle quei lividi, e lei indica Raimondo che viene arrestato per sequestro di persona e maltrattamenti. Al termine della vicenda, Sandra dice a Raimondo "Non succede mai niente, tu non sei neanche andato in carcere!"

## Problemi di cuore
La tata si è infatuata di Adelmo, un operaio che sta svolgendo dei lavori di ristrutturazione nel condominio dei Vianello; quando la donna ne parla con Sandra, quest'ultima cerca di convincere Raimondo a organizzare una cena romantica fra la tata e Adelmo. Adelmo, indignato dal fatto che viene continuamente spiato da Raimondo e Sandra, lascia la casa, dando a loro dei "depravati". Successivamente, la tata dà tanti pugni sulla schiena di Raimondo, colpevole di aver rovinato tutto.

## Amore all'attico
La signora Perini è appena tornata da un lungo viaggio e Raimondo non vede l'ora di incontrarla; tuttavia ogni volta che prova ad avvicinarsi alla donna viene scoperto dalla tata, che sviene. Raimondo allora decide di far credere alla moglie che la tata è esaurita.

## Il segno di Zorro
Sandra è indaffarata a purgare il suo cane, mentre Raimondo deve ricevere un ospite importante, che viene notoriamente tradito dalla giovane moglie.

## Un pesce di nome Raimondo
Sandra ha un pesce rosso di nome Raimondo, che muore improvvisamente. Tra equivoci e svenimenti, tutte le colpe finiscono su Raimondo, accusato di aver architettato uno scherzo.

## Natale in casa Vianello
Sandra e Raimondo si apprestano a festeggiare il Natale e nel frattempo ospitano Nicola, un giovane proveniente dall'Inghilterra ma originario di Bari.

## Week-end
Sandra parte per trascorrere il week-end da un'amica e dà un giorno di libertà anche alla tata; Raimondo rimane così solo in casa e deve inoltre accudire la tartaruga della signorina Adele, fuori per prendere parte ad un funerale. Anche il portiere è via e quindi ai Vianello sono state affidate le chiavi del condominio in caso di emergenza. I problemi non tardano ad arrivare: la signora Casale, moglie di un ingegnere appena trasferitosi nel palazzo, rimane chiusa fuori di casa e chiede aiuto a Raimondo, che nel frattempo ha erroneamente mangiato della colla.

## Richiamo alle armi
Per un errore del Ministero della Difesa, Raimondo viene richiamato in servizio dall'esercito. Sandra è sconvolta dalla notizia e lo stesso Raimondo subisce un forte shock, che lo porta a immedesimarsi in modo eccessivo nel ruolo di soldato.

## Ecologia domestica
Raimondo intraprende con Sandra una conversazione incentrata sui problemi ambientalistici, che come al solito degenera.

## Sette per uno
Sandra e la tata vanno via per una giornata perché hanno deciso di fare le pulizie nella casa al mare dei Vianello, così Raimondo rimane solo in casa. Improvvisamente l'uomo riceve la visita inaspettata di Arrigo, un vecchio amico che era stato l'impresario teatrale di Sandra molti anni prima. Non si tratta però di una visita di cortesia, in quanto Arrigo ora gestisce un giro di prostituzione ed essendo ricercato dalla polizia, chiede a Raimondo di ospitare in casa sua sette ragazze squillo.

## Lezione di francese
Per mettere alla prova la fedeltà di Raimondo, Sandra convince la sua amica Laura a sedurlo durante le lezioni di francese a cui lo ha iscritto.

## Lo smoking
Riordinando l'armadio, Raimondo trova un vecchio smoking di ottima stoffa ma che non indossa da anni, così non volendo buttarlo decide di regalarlo a qualcuno. Tuttavia, proprio quando la tata riesce a rifilarlo al portiere, Raimondo scopre che per precauzione Sandra ha nascosto i suoi gioielli più preziosi nei vestiti smessi e così i due arrivano alla conclusione che nelle tasche dello smoking ci sia un grosso anello di brillanti.

## Il fumo fa male
Sandra vuole smettere di fumare e così si rivolge ad uno psicanalista esperto di ipnosi. L'uomo però ipnotizza la tata, facendole credere di essere Calpurnia, la moglie di Giulio Cesare.

## Promessi sposi
Sandra scopre che al comune non c'è nessun documento che prova il suo matrimonio con Raimondo e così propone al marito di risposarsi.

## È arrivato l'ambasciatore
In occasione di un evento mondano, Sandra ha conosciuto la moglie dell'ambasciatore di Checciopa, una piccola repubblica sudamericana, così l'ha invitata a casa sua per prendere un tè. Raimondo è inizialmente infastidito dalla notizia, ma subito dopo scopre che ha avuto la nomina di console di Checciopa. I due coniugi sono entusiasti, tuttavia l'ambasciatore si presenta in casa loro annunciando che a Checciopa è avvenuto un colpo di Stato e chiede asilo politico ai Vianello.

## Il ritorno del ballerino
Sandra riceve la visita di Liliano, un suo vecchio partner di ballo di quando lavorava nel teatro di rivista. L'uomo, emigrato in Brasile tanti anni prima, chiede all'amica un grosso prestito, che però Raimondo non vuole concedergli.

## Vernissage
Raimondo torna a casa dopo un viaggio e trova l'appartamento pieno di tele monocromatiche; Sandra gli racconta che il giorno della sua partenza la tata ha scoperto di avere la passione per la pittura e così lei l'ha voluta incentivare organizzando un vernissage proprio in casa loro. Dopo l'evento, dai Vianello si presenta un famoso critico d'arte amico di Sandra, che nota una vecchia tela che la tata ha acquistato in un mercatino per trovare l'ispirazione; analizzandola, il critico comunica ai due coniugi che il quadro è un prezioso studio del Caravaggio.

## Ricordo di Londra
Mentre Sandra si sta facendo il bagno e Raimondo è via, a casa Vianello si presenta Katie, una giovane signora londinese moglie di Martino Cicoria, un amico di Raimondo. Questi ha conosciuto Katie quando, qualche tempo prima, era andato in Inghilterra insieme ad Arturo e in quell'occasione la donna si era perdutamente innamorata di Raimondo. Adesso Katie vuole riallacciare i rapporti con l'uomo e divenire la sua amante a tutti gli effetti, ma lui ha paura di essere scoperto da Sandra. Martino dapprima picchia Arturo, colpevole di averci provato con Katie, e poi rimprovera brutalmente Raimondo  colpevole di aver aiutato Arturo a provarci con Katie.

## La cruna dell'uovo
Ai Vianello viene consegnato un grosso uovo di Pasqua, contenente una strana sorpresa.

## Miss forme strabilianti
Raimondo viene eletto giudice di un concorso di bellezza, ma Sandra è gelosa e così convince Chiara, la figlia dell'onorevole Pernove, a fingersi una concorrente per sedurre suo marito.

## Il sosia
Arturo conosce un signore veneto identico a Raimondo; nel frattempo questi cerca di escogitare un piano per andare a Venezia con la signora Perini, facendosi sostituire dal sosia che, però, si dimostrerà poco virile negli atteggiamenti. Raimondo dapprima si prende un calcio da Sandra, colpevole di averla chiamata "vecchia gallina spelacchiata", e poi un colpo di borsa dalla tata, colpevole di averla chiamata "strega spiona", e infine più volte insultato da Sandra, da Valeria e dalla tata.

## Nuda proprietà
Dietro consiglio di Arturo, Raimondo ha investito in borsa tutto il suo patrimonio, ma le azioni crollano e così i Vianello si ritrovano poveri. Raimondo, infuriato, insegue con una pistola Arturo, colpevole di avergli dato tale consiglio.

## Delitto imperfetto
Raimondo sta lavorando a un film horror e così sperimenta tutti gli effetti speciali in casa, terrorizzando la moglie e la tata: nel dettaglio, Raimondo accoltella Sandra alle spalle e fa trovare alla tata nel frigo una mano tagliata di una persona. Poco dopo però anche il vicinato si accorge di alcune stranezze e così la signorina Adele, l'onorevole Pernove e i signori Perini si convincono che Raimondo abbia ucciso Sandra e la tata e abbia fatto a pezzi i loro cadaveri.
Al termine della vicenda, Raimondo viene arrestato proprio per questi atti criminali a cui si aggiunge anche il gioco sadomasochistico con la frusta nei confronti di una sua complice, come notato dall'onorevole Pernove.

## L'importante è esagerare
Per movimentare la sua vita, Sandra si reca alla clinica sotto casa con l'intento di sottoporsi a un intervento di chirurgia plastica, ma cambia idea e così, insieme al medico, giunge alla conclusione che la sua esistenza è piatta per via della pigrizia di Raimondo. Il medico quindi prescrive a Sandra delle gocce da somministrare al marito, raccomandandole di non superare una certa dose; Raimondo però sente tutto e, intuendo che Sandra esagererà, decide di architettarle uno scherzo.

## La segretaria galante
La signorina Adele è vittima di una grave forma di depressione e così Sandra e la tata cercano di aiutarla scrivendole focose lettere d'amore. I problemi però cominciano quando Adele decide di conoscere il suo ammiratore segreto.

## Sarà ma non ci credo
Sandra sogna di ricevere in dono una collana di perle, ma quando consulta il libro dell'interpretazione dei sogni scopre che le perle sono segno di sciagure. Così, convintasi di essere sotto l'influenza del malocchio, si rivolge ad una professionista dell'occulto, Madame Tikè.

## La Promessa
Raimondo riceve una proposta: diventare presidente di una squadra femminile, ma per farlo deve lasciare la presidenza della Samo, squadra di cui è presidente. La Samo la domenica successiva ha una gara decisiva per non retrocedere, e Raimondo promette a Sandra che in caso di retrocessione della squadra, lascerà la presidenza della squadra, senza dire che prenderà una squadra femminile. Sandra cerca in tutti i modi di far retrocedere la squadra

## Il mercante di tappeti
Raimondo ha invitato a casa un venditore di tappeti per concludere un affare. Nel frattempo un loro vicino di casa, Martini, ha organizzato un incontro con due spacciatori di droga, che però sbagliano appartamento. Al termine della vicenda Raimondo viene accusato dal commissario Canna di detenzione, uso e spaccio di stupefacenti, e tutti coloro che si trovavano nel salotto vengono arrestati.

## Siamo seri
È il compleanno di Arturo ma Raimondo, impegnato nella stesura di una nuova sceneggiatura, ha dimenticato di comprargli un presente. Fortunatamente, a casa Vianello arriva un pacco proveniente dall'Ungheria e contenente una grande urna; Sandra e Raimondo allora ne approfittano e lo rifilano ad Arturo come regalo, ma subito dopo scoprono che l'urna, spedita da Adele che si trova in Ungheria, contiene le ceneri della zia della stessa Adele e cercano in tutti i modi di rientrarne in possesso.

## Sesso e gesso
I Vianello sono in partenza per prendere parte alla notte dei Telegatti, ma Raimondo incrocia per le scale la signora Perini, che ha cominciato a prestare servizio volontario come infermiera alla clinica vicina. L'uomo allora decide di fingere una frattura per restare a casa in compagnia della Perini. Raimondo, colpevole di averci provato con Valeria, dal divano viene violentemente buttato a terra da Sandra e dal signor Perini.

## La diagnosi precoce
Raimondo sta provinando alcuni attori per un nuovo film, in cui interpreta un uomo a cui viene diagnosticato un grave male che gli lascia circa un mese di vita. Tuttavia proprio mentre sta provando la scena della rivelazione insieme all'attore che interpreta il medico, Raimondo viene visto casualmente da Sandra, che equivoca e crede che il marito stia per morire.

## Il principe Vianello
Raimondo scopre di appartenere alla casata nobiliare dei Ricca di Torre Budoni e di avere diritto al titolo di principe. Per fare la conoscenza di alcuni aristocratici, i Vianello decidono di organizzare una cena molto raffinata, tuttavia Raimondo si fa convincere da Arturo ad assumere una giovane e bella accompagnatrice al posto di Sandra. La donna però scopre il piano del marito e decide di vendicarsi rovinando la cena.

## L'investimento
Raimondo conosce l'avvenente signorina Lucia, consulente della compagnia finanziaria Seneca. La giovane propone a Vianello un investimento molto vantaggioso e lui si fa convincere dai suoi metodi di seduzione. Sandra nel frattempo acquista un potente spray sonnifero.

## Qui lo dico e qui lo nego
I vicini di casa dei Vianello si organizzano per ripulire l'ascensore condominiale da scritte e disegni osceni. Intanto la signorina Adele racconta a Sandra di aver saputo che l'onorevole Pernove ha fatto una proposta indecente alla signora Perini.

## Corso matrimoniale
Pierluigi, un vecchio amico di Raimondo e grande playboy, ritorna a farsi vivo con la bellissima moglie Giulia. Il test del "matrimonio stanco" e l'inversione dei ruoli la farà da padrone.